# Periploceae
Periploceae es una tribu de plantas de flores perteneciente a la familia Apocynaceae (orden Gentianales).  Esta tribu tiene los siguientes géneros.

## Géneros
| - Atherolepis - Batesanthus - Buckollia - Finlaysonia - Mondia | - Myriopteron - Periploca - Petopentia - Sarcorrhiza - Schlechterella | - Stelmacrypton - Streptocaulon - Tacazzea - Zacateza - Zygostelma |